# Anatoly Cherepovich
Anatoly Cherepovich (em ucraniano:  Анатолій Черепович; Simferopol, 30 de julho de 1936 — Lozove, Ucrânia; 2 de agosto de 1970) foi um ciclista soviético.
Competiu na prova de corrida em estrada nos Jogos Olímpicos de Melbourne 1956 e terminou em quinto lugar individualmente e em sexto lugar com a equipe soviética.

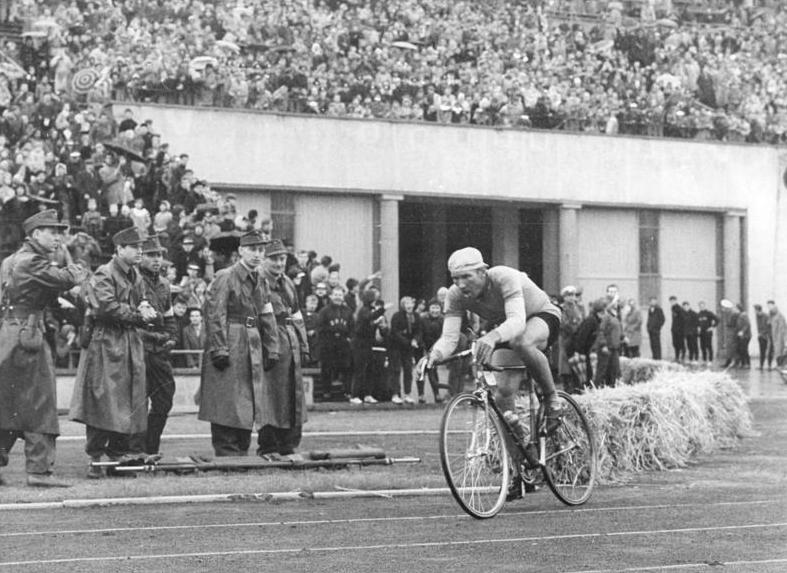
Cherepovich durante a Corrida da Paz em 1961